# 281 v. Chr.
Portal Geschichte | Portal Biografien | Aktuelle Ereignisse | Jahreskalender | Tagesartikel

◄ |
4. Jahrhundert v. Chr. |
3. Jahrhundert v. Chr. |
2. Jahrhundert v. Chr. |
►

◄ | 300er v. Chr. | 290er v. Chr. | 280er v. Chr. | 270er v. Chr. |
260er v. Chr. |
►

◄◄ | ◄ | 284 v. Chr. | 283 v. Chr. | 282 v. Chr. | 281 v. Chr. |
280 v. Chr. |
279 v. Chr. |
278 v. Chr. |
► |
►►
Staatsoberhäupter

## Ereignisse

### Östliches Mittelmeer
- Februar: Seleukos I. besiegt den thrakisch-makedonischen König Lysimachos in der Schlacht bei Kurupedion in Kleinasien. Lysimachos fällt in der Schlacht. Seleukos zieht daraufhin über den Hellespont, um neben Kleinasien auch Thrakien seinem Reich einzuverleiben. Dabei wird er allerdings von Ptolemaios Keraunos aufgehalten, der in Makedonien die Nachfolge des Lysimachos angetreten, dessen Witwe Arsinoë II. geheiratet hat, und der nun (im August oder September) Seleukos töten lässt. Im Seleukidenreich übernimmt daraufhin Seleukos’ Sohn Antiochos I. Soter die Herrschaft. In Makedonien und Thrakien gewinnt Ptolemaios Keraunos die Herrschaft. Diese Ereignisse werden für gewöhnlich als das Ende der Diadochenzeit angesehen.
- Philetairos führt Pergamon nach dem Tod des Lysimachos in die Unabhängigkeit und gründet die Dynastie der Attaliden. Formal gehört Pergamon vorläufig noch zum Seleukidenreich.
- Mithridates I., Herrscher in Pontus, nimmt den Königstitel an.
- Kelten tauchen erstmals in Thrakien auf; die Griechen nennen sie Galater. Sie werden von Kambaules angeführt.
- Ptolemaios II., König von Ägypten, ordnet die Freilassung aller in seinem Reich als Sklaven gehaltenen Juden an.

### Westliches Mittelmeer
- Pyrrhischer Krieg: Nach dem Angriff auf ihre Flotte im Vorjahr schicken die Römer eine Gesandtschaft nach Tarent, um Genugtuung zu fordern. Da diese von den Tarentinern abschätzig behandelt wird, reagieren die Römer mit einem Gegenangriff auf tarentinisches Gebiet, das von Truppen unter Lucius Aemilius Barbula geplündert wird. Tarent ruft den König von Epirus, Pyrrhus, zu Hilfe. Dieser schickt im Herbst erste Truppen (3.000 Mann) unter dem Kommando von Milon nach Italien.

## Gestorben
- Lysimachos, Diadochenkönig in Thrakien und Kleinasien (* um 360 v. Chr.)
- Seleukos I., erster König des Seleukidenreiches (* um 358 v. Chr.)